# 維舍爾卡河
維舍爾卡河（俄语：Вишерка），是俄羅斯的河流，位於該國西部彼爾姆邊疆區，屬於科爾瓦河的右支流，發源自北烏拉爾山脈，河道全長208公里，流域面積3,610平方公里。